# Bozzolo
Bozzolo là một đô thị tại tỉnh Mantova trong vùng Lombardia của Italia, có vị trí cách khoảng 110 km về phía đông nam của Milano và khoảng 25 km về phía tây nam của Mantua. Tại thời điểm ngày 31 tháng 12 năm 2004, đô thị này có dân số 4.064 người và diện tích là 18,8 km².
Bozzolo giáp các đô thị: Acquanegra sul Chiese, Calvatone, Marcaria, Rivarolo Mantovano, San Martino dall'Argine, Tornata.